# 'en
'en o 'an è una lettera di alcuni alfabeti consonantici. Dalla 'en sono nate la Ώ greca e la O latina.
Le sue contemporanee sono la Ayin fenicia, la ע ebraica e la ʿayn araba.

## La'enin altri alfabeti

### La'ennel geroglifico
La 'en nel geroglifico egizio rappresenta il glifo dell'occhio scritto 
| D4 |

 da non confondere col glifo della bocca 
| D21 |

 e neppure con quello dell'occhio di Ra 
| D10 |